# Dave Gavitt
Dave Gavitt, né le 26 octobre 1937 et mort le 16 septembre 2011, est un entraîneur et dirigeant de basket-ball américain.

## Biographie
Jouant en basket-ball et baseball avec Dartmouth College, il entame une carrière d'entraîneur, d'abord dans un poste d'assistant de Joe Mullaney avec les Friars de Providence, puis en tant qu'entraîneur en chef à Dartmouth. Après deux saisons, il succède à Mullaney à la tête de l'équipe de Providence. Il dirige celle-ci pendant dix saisons, obtenant un bilan global de 209 victoires et 84 défaites. Le meilleur résultat durant cette période est une participation au final four du championnat NCAA 1973. Providence s'incline en demi-finale face aux Tigers de Memphis sur le score de 98 à 85. L'année suivante, l'université dispute une nouvelle le tournoi de la NCAA, s'inclinant en sweet sixteen, aussi appelé demi-finale régionale, soit l'équivalent d'un huitième de finale. Il dispute par ailleurs trois premiers tours du tournoi de la NCAA. Lors des autres saisons, le meilleur résultat est une finale du National Invitation Tournament (NIT), en 1975.
En 1979, Gavitt qui est le directeur des sports à Providence depuis 1972, poste qu'il occupe jusqu'en 1982, participe à la création de la Big East Conference. Il en devient le premier anglais : commissioner, chef exécutif, jusqu'en 1990. Durant cette période, il occupe également un poste au sein du comité de la NCAA, de 1982 à 1984. Il est ensuite nommé Senior Executive Vice-President des Celtics de Boston, poste occupé de 1990 à 1994 puis devient président du Basketball Hall of Fame de 1995 à 2003.
Il participe également aux destinées du basket-ball américain. Après avoir été désigné entraîneur de la sélection devant représenter les couleurs américaines lors des jeux olympiques de 1980 à Moscou, il préside ensuite USA Basketball, la fédération américaine de basket-ball, négociant avec la National Basketball Association (NBA) pour obtenir la participation des principales vedettes de celle-ci lors des jeux olympiques de 1992 à Barcelone au sein de la Dream Team.
Il meurt d'une insuffisance cardiaque en 2011. En 2006, sa carrière est honorée par une élection au sein du  Basketball Hall of Fame.